# Левчук Ніна Ігорівна
Ніна Ігорівна Левчук (*11 квітня 1987, Київ) — українська підприємиця. Співзасновниця Impact Force, засновниця United for Ukraine, керівник відділу продажу в регіоні EMEA в Google, захисник інтересів жінок у сфері технологій.

## Біографія
Ніна Левчук народилась 11 квітня 1987 року у Києві.[джерело?]
2009 — закінчила Київський національний економічний університет за спеціальністю «Міжнародна економіка та менеджмент».
2012 — виграла грант на навчання від Hult International Business School та отримала другу освіту з міжнародного цифрового маркетингу.
2013 — переїхала в Дублін (Ірландія).
2013 — розпочала роботу в корпорації Google.
2021 — разом з партнеркою Ольгою Дьяковою заснувала громадську організацію Impact Force.

## Кар'єра
Почала працювати з 19 років, будучи студенткою КНЕУ. До 5 курсу очолила місцевий відділ автострахування в одній з українських страхових компаній.
2009 — внаслідок банківської кризи перейшла працювати в Unilever.
2010—2012 — працювала в SC Johnson, а згодом — бренд-менеджеркою Air Care на ринках, що розвиваються[неавторитетне джерело].
2012 — паралельно з навчанням працювала у стартапах Кремнієвої долини.
2013 — отримала пропозицію від Google і приєдналася як Senior Account Manager, SMB Emerging Markets, а 2015 році очолила команду Google Marketing Solutions у Центральній та Східній Європі в Дубліні.
2019 — за пропозицією Google у Німеччині, стала головою команди, відповідальної за співпрацю зі стартапами та венчурними фондами.
2021 — разом з партнеркою Ольгою Дьяковою заснувала громадську організацію Impact Force.
2023 — зайняла посаду в консультативній раді з питань інновацій та технологій ООН Жінки в Україні на безоплатній основі.
2024 — за пропозицією Google, стала керівницею кластеру відділу продажів у регіоні EMEA (Європа, Близький Схід та Африка).
Також Ніна Левчук є топ-інноваторкою за версією WEF, членкинею Альянсу соціального підприємництва Schwab Foundation, учасницею Globsec та BMW Foundation.

## Діяльність

### Impact Force
2021 — з Ольгою Дьяковою заснувала ГО Impact Force.

### FemTech Academy
2019 — співзасновник Femtech Academy, що ставить на меті безкоштовне онлайн-навчання для жінок у сфері технологій та бізнесу.

### Cosmopolitan «30 історій успіху»
2018 — спільний проект з Cosmopolitan «30 історій успіху», де щотижня Ніна і редактори журналу вибирали українок та розповідали про їхні досягнення. Мета проєкту — розповідь про непублічних дівчат і жінок України та їхні життєві перемоги.

### Woman Digital Academy by Google
2016 — заснувала Woman Digital Academy by Google безкоштовне навчання жінок для України і згодом для країн СНД. Навчання здійснюється шляхом проведення навчальних вебінарів із фахівцями у сферах маркетингу, економіки та бізнесу.

## Нагороди
- 2024 — Увійшла в рейтинг ТОП 100 «Сила Жінок» за версією видання Української Правди[14][15].
- 2019 — Shortlist Nominee of Women in IT Award in category «Young Leader of the year»[16].
- 2018 — Переможниця Cosmopolitan Awards у номінації «Кар'єра року»[17].
- 2017 — Увійшла в рейтинг «50 впливових жінок року» за версією видання Бізнес[18].

## Родина
- Мати: Швиданенко Олена Анатоліївна
- Батько: Швиданенко Ігор Анаталійович
- Бабуся: Швиданенко Генефа Олександрівна.

## Статті
- Rebuilding Ukraine: The Task for Women Without transformative shifts in our employment landscape and championing the pivotal role of women, meeting the goal of a robust post-war Ukrainian economy might remain a distant dream. By Nina Levchuk for Kyiv Post, 2024.
- Навіщо Україні робити ставку на чисту енергетику та енергоефективність. Чому енергоефективні рішення є економічно вигідними та скільки Україна зможе заощаджувати у житлово-комунальному та промисловому секторі? — Ніна Левчук для Економічної Правди, 2024 р.
- Expert's Take: By supporting local women's organisations, we tap into a powerhouse of expertise that starts from the ground up. By Nina Levchuk, co-founder of Impact Force, 2023.
- Якою буде роль жінок у відновленні України? — Ніна Левчук для Економічної Правди, 2023 р.
- Ставка на імпакт-бізнес: як це допоможе Україні пережити війну і перемогти на економічному фронті - Ніна Левчук для Економічної Правди, 2023 р.